# ناری (فریمان)
ناری (فریمان)، روستایی از توابع بخش مرکزی شهرستان فریمان در استان خراسان رضوی ایران است. روستای ناری در فاصله 40 کیلومتری شهر فریمان و در بخش بالابند این شهرستان واقع شده است. این روستا به دلیل آب و هوای خوب و ییلاقی، طبیعت بکر و تنگه های زیبا به یکی از جاذبه‌های گردشگری شهرستان فریمان تبدیل شده است.

## جمعیت
این روستا در دهستان بالابند قرار دارد و براساس سرشماری مرکز آمار ایران در سال ۱۳۸۵، جمعیت آن ۳۷۹ نفر (۸۰خانوار) بوده‌است.